# Ceratellopsis corneri
Ceratellopsis corneri är en svampart som beskrevs av Berthier 1974. Ceratellopsis corneri ingår i släktet Ceratellopsis och familjen Gomphaceae.   Inga underarter finns listade i Catalogue of Life.